# Varicorbula
Genre
Synonymes
- genre Vokesula Stenzel & Twining, 1957[2]

Varicorbula est un genre de mollusques bivalves de la famille des Corbulidae.

## Systématique
Le genre Varicorbula a été créé en 1931 par les paléontologues et malacologistes américains Ulysses Simpson Grant IV (1893-1977) et Hoyt Rodney Gale (d) (1904-1991) avec comme espèce  type Varicorbula gibba.

## Liste d'espèces
Selon World Register of Marine Species (9 septembre 2021) :
- Varicorbula albuginosa (Hinds, 1843)
- Varicorbula erythraeensis (H. Adams, 1871)
- Varicorbula gibba (Olivi, 1792) - espèce  type
- Varicorbula granum (Cosel, 1995)
- Varicorbula grovesi (Coan, 2002)
- Varicorbula krebsiana (C. B. Adams, 1852)
- Varicorbula limatula (Conrad, 1846)
- Varicorbula obesa (Hinds, 1843)
- Varicorbula philippii (E. A. Smith, 1885)
- Varicorbula rotalis (Hinds, 1843)
- Varicorbula yokoyamai Habe, 1949